# Lorena (Texas)
Lorena es una ciudad ubicada en el condado de McLennan en el estado estadounidense de Texas. En el Censo de 2010 tenía una población de 1.691 habitantes y una densidad poblacional de 194,32 personas por km².

## Geografía
Lorena se encuentra ubicada en las coordenadas 31°22′54″N 97°12′46″O / 31.38167, -97.21278. Según la Oficina del Censo de los Estados Unidos, Lorena tiene una superficie total de 8.7 km², de la cual 8.7 km² corresponden a tierra firme y (0%) 0 km² es agua.

## Demografía
Según el censo de 2010, había 1.691 personas residiendo en Lorena. La densidad de población era de 194,32 hab./km². De los 1.691 habitantes, Lorena estaba compuesto por el 93.61% blancos, el 0.95% eran afroamericanos, el 0.06% eran amerindios, el 0.95% eran asiáticos, el 0% eran isleños del Pacífico, el 3.02% eran de otras razas y el 1.42% pertenecían a dos o más razas. Del total de la población el 9.88% eran hispanos o latinos de cualquier raza.

## Educación
La ciudad de Lorena es servida por el Distrito Escolar Independiente de Lorena.